# ジホ
コン・ジホ（공지호、Gong Jiho、1997年4月4日 - ）は、韓国の女優、歌手。WMエンターテインメント所属の女性アイドルグループ、OH MY GIRLの元メンバーでリードボーカル、リードダンサー、ビジュアル担当だった。2022年8月10日にP&Studioと契約したことを発表し、活動名をコン・ジホに改名した。

## 出演

### テレビ番組
- 2015年 SBS「驚くべき大会スターキング」
- 2015年 MBC「ミステリー音楽番組ボクミョンガ王」
- 2016年 SBS「同床異夢、大丈夫大丈夫」
- 2016年 JTBC「よく食べる少女たち」
- 2018年 JTBC「ヒットマン-ベトナム編」
- 2018年 XtvN「粋プログラム」
- 2019年 MBC「ミステリー音楽番組ボクミョンガ王」
- 2019年 KBS2「ミュージックシャッフルショーよりヒット」
- 2019年 Mnet「クウィンドム」

### 映画
- 2010年 「小さな池」

### ドラマ
- 2019年 tvN「検索キーワードを入力してくださいWWW」

### MV
- 2015年 B1A4 「Sweet Girl」
- 2019年 ベン 「別れてくれてありがとう」